# Luis Felipe Arias
Luis Felipe Arias (Ciudad de Guatemala, 1876-Ib. 1908) era un pianista y compositor de Guatemala.

## Biografía
Realizó sus primeros estudios con Leopoldo Cantilena en el  Conservatorio Nacional de Guatemala. Una beca gestionada por el maestro Juan Aberle le hizo posible realizar estudios superiores en Italia. En ese país estudió piano y todas las disciplinas de la composición musical. 
Al regresar a Guatemala pronto se hizo de un renombre extraordinario por sus recitales pianísticos, en los cuales incluía música de Beethoven, Chopin y Liszt que nunca antes se habían escuchado en el país. A la vez, presentaba sus propias composiciones y asombraba al público por sus fenomenales dones de improvisación. 
A la edad de solamente 25 años fue nombrado director del Conservatorio Nacional, donde desarrolló una labor pedagógica enfocada en lo artístico. Entre sus alumnos sobresalieron Rafael A. Castillo Orantes, Manuel Martínez-Sobral, J. Alberto Mendoza, Fabián Rodríguez, Rafael Vásquez y Alfredo Wyld. Desarrolló su labor como director del Conservatorio de 1901 a 1906, durante el gobierno de Manuel Estrada Cabrera.

### Muerte
Fue asesinado mientras caminaba por una calle en la Ciudad de Guatemala en 1908; nunca se logró esclarecer la causa del crimen pero se acusó por el mismo a un agente italiano del entonces presidente, Manuel Estrada Cabrera quien gobernaba Guatemala desde 1898 de forma dictatorial.